# Lijst van rijksmonumenten in Aalten (plaats)
De plaats Aalten telt 28 inschrijvingen in het rijksmonumentenregister. Hieronder een overzicht.
| Object | Oorspronkelijke functie?  | Bouwjaar | Architect                                 | Locatie            | Coördinaten?                  | Nr.?   | Afbeelding                                                     |
| --- | ------------------------- | --- | ----------------------------------------- | ------------------ | ----------------------------- | ------ | -------------------------------------------------------------- |
| Markt 12: Boerderij met wolfdak, deuromlijsting van pilasters met hoofdgestel en stoep                                                        | Boerderij                 | tweede helft 18e eeuw                                                                                                 |                                           | Markt 12           | 51° 55' 40" NB, 6° 34' 54" OL | 6844   | Meer afbeeldingen                                              |
| Saksisch boerderijtje met houten voorschot, stijl en regelwerk                                                                                | Boerderij                 | 18e eeuw |                                           | Beerninkweg 5      | 51° 56' 17" NB, 6° 36' 0" OL  | 6845   | Saksisch boerderijtje met houten voorschot, stijl en regelwerk |
| Beekhuize | Woonhuis                  | 1826 |                                           | Dijkstraat 14      | 51° 55' 28" NB, 6° 34' 50" OL | 6846   | Meer afbeeldingen                                              |
| Sint-Helenakerk | Kerk en kerkonderdeel     | 12e eeuw (onderbouw toren) ca. 1400 (ond. toren) 1930 (torenspits) ca. 1440 (koor) 1470-'83 (schip) 1898-1903 (rest.) | J.Th.J. Cuypers en J.W. Boerbooms (rest.) | Landstraat 22      | 51° 55' 36" NB, 6° 34' 52" OL | 6847   | Meer afbeeldingen                                              |
| Wenninkmolen | Industrie- en poldermolen | 1850 |                                           | Gendringseweg 27   | 51° 55' 23" NB, 6° 31' 2" OL  | 6848   | Meer afbeeldingen                                              |
| Huis/Herberg met hoge puntgevel, waarin onder de van vlechtingen voorziene top een zaagtandfries                                              | Woonhuis                  | 17e eeuw (oors.) ca. 1740 (verb.) 1817                                                                                |                                           | Markt 2            | 51° 55' 38" NB, 6° 34' 55" OL | 6849   | Meer afbeeldingen                                              |
| Oud huis onder schilddak en met gepleisterde lijstgevel                                                                                       | Woonhuis                  | 17e eeuw (oors.) derde kwart 19e eeuw (gevel)                                                                         |                                           | Markt 4            | 51° 55' 38" NB, 6° 34' 54" OL | 6850   | Meer afbeeldingen                                              |
| Huis waarin vensters met oude kozijnen en empireramen                                                                                         | Woonhuis                  | Eind 17e eeuw 1975-'78 (rest.)                                                                                        | H.J.L. Ovink jr. (rest.)                  | Markt 5            | 51° 55' 38" NB, 6° 34' 52" OL | 6851   | Meer afbeeldingen                                              |
| Gemeentehuis | Overheidsgebouw           | 18e eeuw 1844 (verb.) 1975-'78 (rest.)                                                                                | H.J.L. Ovink jr. (rest.)                  | Markt 7            | 51° 55' 38" NB, 6° 34' 52" OL | 6852   | Meer afbeeldingen                                              |
| Deftig doktershuis met omlopend schilddak en lijstgevel nu Museum Frerikshuus                                                                 | Woonhuis                  | ca. 1840 |                                           | Markt 14           | 51° 55' 40" NB, 6° 34' 53" OL | 6854   | Meer afbeeldingen                                              |
| Grote Saksische hoeve met hoog pannen zadeldak nu Museum Frerikshuus                                                                          | Boerderij                 | 18e eeuw |                                           | Markt 16           | 51° 55' 40" NB, 6° 34' 54" OL | 6855   | Meer afbeeldingen                                              |
| De Pol | Boerderij                 | 1743 19e eeuw (splitsing)                                                                                             |                                           | Polstraat 9        | 51° 55' 32" NB, 6° 35' 12" OL | 6856   | Meer afbeeldingen                                              |
| Boerderij onder met pannen gedekt zadeldak | Boerderij                 | 1865 |                                           | Romienendiek 9     | 51° 56' 29" NB, 6° 32' 57" OL | 6857   | Meer afbeeldingen                                              |
| Grenspaal 171 tussen Gelderland en Munster | Grensafbakening           | 1766 |                                           | Veenhuisweg        | 51° 53' 50" NB, 6° 36' 15" OL | 6858   | Meer afbeeldingen                                              |
| Eskes | Boerderij                 | 17e eeuw (deur) 18e eeuw (schouw)                                                                                     |                                           | Walfortlaan 3      | 51° 55' 57" NB, 6° 37' 5" OL  | 6859   | Meer afbeeldingen                                              |
| Walfort | Woonhuis                  | eerste helft 19e eeuw (boerderij bij het huis)                                                                        |                                           | Walfortlaan 1      | 51° 56' 6" NB, 6° 36' 32" OL  | 6860   | Meer afbeeldingen                                              |
| 't Blik / De Beukenhof | Woonhuis                  | 1893-'94 | G. Beltman                                | Hofstraat 12       | 51° 55' 33" NB, 6° 35' 1" OL  | 523184 | 't Blik / De Beukenhof                                         |
| Stoomweverij Driessen | Stoomweverij              | 1893-'94 1925(uitb.) 1933 (tricotafdeling)                                                                            | G. Beltman                                | Hofstraat 14       | 51° 55' 32" NB, 6° 35' 4" OL  | 523185 | Meer afbeeldingen                                              |
| Hallenhuisboerderij Nieuw Hondorp | Boerderij                 | 1898 1913 (aanb.) |                                           | Hondorpweg 7       | 51° 54' 17" NB, 6° 35' 23" OL | 523187 | Upload foto                                                    |
| Nieuw Hondorp: Varkensschuur | Boerderij                 | ca. 1920 |                                           | Hondorpweg bij 7   | 51° 54' 17" NB, 6° 35' 23" OL | 523188 | Upload foto                                                    |
| Nieuw Hondorp: Houten schuur | Boerderij                 | ca. 1920 |                                           | Hondorpweg bij 7   | 51° 54' 17" NB, 6° 35' 23" OL | 523189 | Nieuw Hondorp: Houten schuur                                   |
| Boerderij met bedrijfsgedeelte en aangebouwde bijschuur van één bouwlaag opgetrokken op een nagenoeg rechthoekig grondplan onder een zadeldak | Boerderij                 | 1882 |                                           | Nijhofsweg 6A      | 51° 57' 48" NB, 6° 34' 45" OL | 523195 | Upload foto                                                    |
| Varkensschuur | Boerderij                 | ca. 1885 |                                           | Nijhofsweg 6A      | 51° 57' 48" NB, 6° 34' 45" OL | 523196 | Upload foto                                                    |
| Boerderij Beestman | Boerderij                 | 1876 |                                           | Beestmanweg 1      | 51° 55' 8" NB, 6° 38' 58" OL  | 523197 | Meer afbeeldingen                                              |
| Oosterkerk | Kerk en kerkonderdeel     | 1913 | A. Nauta                                  | Oosterkerkstraat 1 | 51° 55' 44" NB, 6° 35' 1" OL  | 523199 | Meer afbeeldingen                                              |
| Villa | Woonhuis                  | 1924 | J. Brill                                  | Romienendiek 2     | 51° 56' 15" NB, 6° 34' 6" OL  | 523200 | Upload foto                                                    |
| Villa met bedrijfsgebouw | Woonhuis                  | 1935 | Hebly                                     | Stationsstraat 55  | 51° 55' 19" NB, 6° 34' 45" OL | 523201 | Villa met bedrijfsgebouw                                       |
| Vm slagerij Prinsen | Horeca                    | 1880-1890 |                                           | Prinsenstraat 41   | 51° 55' 42" NB, 6° 34' 52" OL | 520086 | Meer afbeeldingen                                              |